# Ariane 3
Ariane 3 byla evropská nosná raketa, používaná v letech 1984 až 1989 k vynášení telekomunikačních družic na přechodovou dráhu ke geostacionární dráze. Provozovatelem byla Evropská kosmická agentura a starty se konaly z Guyanského kosmického centra. Ačkoli nese číslo 3, do služby vstoupila dříve než Ariane 2. Po technické stránce se jedná o Ariane 2 se čtyřmi pomocnými motory na tuhé pohonné látky a možností připojení čtvrtého stupně. Celkem se uskutečnilo 11 startů, z nichž jeden dopadl neúspěchem. V roce 1989 byla spolu s Ariane 2 vyřazena a nahrazena novou raketou Ariane 4.